# Pietro Venuti (S 528)
Il Pietro Venuti è un sottomarino della Marina Militare italiana, varato il 9 ottobre 2014 presso gli stabilimenti Fincantieri del Muggiano (La Spezia).
Si tratta della terza unità della classe U-212 (classe Todaro per la Marina italiana) dopo i sommergibili Todaro e Scirè. In particolare, il Pietro Venuti è la prima unità della seconda serie.

## Storia
La seconda serie della classe di sottomarini Todaro è costituita da due unità: Pietro Venuti (S 528) e Romeo Romei (S 529). La prima unità (Pietro Venuti) è entrata in servizio il 6 luglio 2016, mentre la seconda (Romeo Romei) è entrata in servizio l'11 maggio 2017.
Le differenze rispetto alla prima serie riguardano principalmente il sistema di combattimento e di comunicazione. In particolare, i battelli della seconda serie hanno capacità di collegamento satellitare ad alta velocità, sono dotati di un albero optronico (periscopio) ed hanno un nuovo sistema d'arma, basato sul nuovo siluro Black Shark Advanced della WASS. Inoltre è aumentata l'autonomia, incrementando la capacità di combustibile.
Il 30 ottobre 2013 è avvenuto l'accostamento della sezione di poppa del sommergibile Venuti ed è iniziata la fase di chiusura dello scafo resistente.
Il 9 ottobre del 2014 è avvenuto il varo nel Cantiere navale del Muggiano (Fincantieri).
Consegnato alla Marina Militare il 6 luglio 2016 a La Spezia, dopo aver completato con successo il tirocinio addestramento sommergibili, il battello il 6 febbraio 2017 è approdato per la prima volta alla base sommergibili di Taranto dove è stato accolto, come da tradizione, con una sobria cerimonia di benvenuto.

## Nome
L'unità prende il nome dal capo silurista Pietro Venuti, caduto nel Mar Arabico il 24 giugno 1940 e decorato con medaglia d'oro al valor militare alla memoria per il gesto eroico compiuto a bordo del sommergibile Luigi Galvani, dislocato in Mar Rosso.